# Bernd Eberstein
Bernd Eberstein (* 1942) ist ein deutscher Sinologe. Bernd Eberstein studierte Sinologie und Philosophie in Hamburg und Peking.
Eberstein veröffentlichte zum chinesischen Theater des 20. Jahrhunderts, zur chinesischen Literatur des 20. Jahrhunderts und zur Geschichte der Beziehungen Preußens und Hamburgs mit China. Bis 2008 lehrte er als Professor am Asien-Afrika-Institut der Universität Hamburg.
Er wirkte in der ZDF-Dokumentation Imperium – Die letzten Tage von Peking mit.

## Schriften (Auswahl)
- Der Ostasiatische Verein. 120 Jahre  100. Liebesmahl. Koehler im Maximilian Verlag, Hamburg 2020, ISBN 978-3-7822-1375-2.
- Hamburg – Kanton 1731: der Beginn des Hamburger Chinahandels. Ostasien Verlag, Großheirath 2008, ISBN 978-3-940527-10-3.
- Preußen und China: eine Geschichte schwieriger Beziehungen. Duncker & Humblot, Berlin 2007, ISBN 3-428-12654-8.
- Der Ostasiatische Verein: 1900–2000. Christians, Hamburg 2000, ISBN 3-7672-1357-5.
- Der chinesische Konsul in Hamburg. Gedichte von Wang Taizhi. Christians, Hamburg
- als Herausgeber: China: Wege in die Welt; Festschrift für Wolfgang Franke zum 80. Geburtstag. Inst. für Asienkunde, Hamburg 1992, ISBN 3-88910-108-9.
- Selective Guide to Chinese Literature 1900–1949: Volume IV: The Drama. Brill, Leiden 1990, ISBN 90-04-09098-3.
- Hamburg – China : Geschichte einer Partnerschaft. Christians, Hamburg 1988, ISBN 3-7672-1022-3.
- Das chinesische Theater im 20. Jahrhundert. Harrassowitz, Wiesbaden 1983, ISBN 3-447-02302-3.
- als Herausgeber: Moderne Stücke aus China. Suhrkamp, Frankfurt a. M. 1980, ISBN 3-518-02704-2.
- Bergbau und Bergarbeiter zur Ming-Zeit (1368–1644). Universität Hamburg, 1974 (Dissertation).